# Nicola Tranfaglia
Nicola Tranfaglia (né à Naples le 2 octobre 1938 et mort à Rome le 23 juillet 2021) est un historien, homme politique et professeur d'université italien.

## Biographie
Nicola Tranfaglia est né à Naples en 1938. Il grandit et est diplômé dans cette même ville, puis déménage à Turin où il obtient un poste de chercheur à la Fondation Luigi Einaudi et devient assistant d'Alessandro Galante Garrone, devenant d'abord professeur titulaire d'histoire contemporaine et ensuite doyen de la Faculté de littérature et de philosophie de l'Université de Turin.
Attiré par le journalisme, il écrit pour la Repubblica et L'Espresso, éditant en collaboration avec Valerio Castronovo le livre La Storia della stampa italiana et à diriger le Master en journalisme à Turin. En 2004 il adhère au parti communiste italien et devient député en 2006.
Nicola Tranfaglia s'est consacré à l'étude du fascisme, publiant en 1973 le recueil d'essais Dallo stato liberale al regime fascista, sur l'antifascisme avec une étude sur Carlo et Nello Rosselli, sur les vicissitudes de la politique nationale de l'Italie républicaine, ses classes dirigeantes, le Mezzogiorno et la Mafia et sur l'histoire de la presse et du pouvoir judiciaire.
Nicola Tranfaglia est mort à Rome le 23 juillet 2021 à l'âge de 82 ans.

## Publications
- (it) Carlo Rosselli dall'interventismo a Giustizia e Libertà, Bari, Laterza, 1968.
- (it) Dallo stato liberale al regime fascista. Problemi e ricerche, Milano, Feltrinelli, 1973.
- (it) Stampa e sistema politico nell'Italia unita. La metamorfosi del quarto potere, Florence, Le Monnier, 1986,  (ISBN 88-00-84043-4).
- (it) Labirinto italiano. Il fascismo, l'antifascismo, gli storici, Scandicci, La Nuova Italia, 1989,  (ISBN 88-221-0685-7).
- (it) La mafia come metodo nell'Italia contemporanea, Milan-Bari, Laterza, 1991,  (ISBN 88-420-3816-4).
- (it) Mafia, politica e affari nell'Italia repubblicana, 1943-1991, Rome-Bari, Laterza, 1992,  (ISBN 88-420-3963-2).
- (it) L'Italia democratica. Profilo del primo cinquantennio 1943-1994, con una guida bibliografica di Marco Scavino, Milan, Unicopli, 1994.  (ISBN 88-400-0359-2).
- (it) La prima guerra mondiale e il fascismo, fa parte di Storia d'Italia, diretta da Giuseppe Galasso, vol. XXII, Torino, Utet, 1995.  (ISBN 88-02-04947-5).
- (it) Un passato scomodo. Fascismo e postfascismo, Rome-Bari, Laterza, 1996.  (ISBN 88-420-4954-9); Collana I saggi, Milan, BCDalai, 2006,  (ISBN 978-88-849-0885-8).
- (it)  N. Tranfaglia-Maurizio Ridolfi, 1946. La nascita della Repubblica, Rome-Bari, Laterza, 1996,  (ISBN 88-420-4955-7).
- (it) La tradizione repubblicana. Problemi e contraddizioni del primo cinquantennio, Turin, Scriptorium, 1997,  (ISBN 88-455-6120-8).
- (it) Storia degli editori italiani. Dall'Unità alla fine degli anni Sessanta, avec Albertina Vittoria, Rome-Bari, Laterza, 2000,  (ISBN 88-420-6057-7).
- (it) Editori italiani ieri e oggi, Rome-Bari, Laterza, 2001,  (ISBN 88-420-6386-X).
- (it) Fascismi e modernizzazione in Europa, Turin, Bollati Boringhieri, 2001,  (ISBN 88-339-5654-7).
- (it) L'Italia repubblicana e l'eredità del fascismo, Alessandria, Edizioni dell'Orso, 2001,  (ISBN 88-7694-486-9).
- (it) La sentenza Andreotti. Politica, mafia e giustizia nell'Italia contemporanea, Milan, Garzanti, 2001,  (ISBN 88-11-73898-9).
- (it) La transizione italiana. Storia di un decennio, Milan, Garzanti, 2003,  (ISBN 88-11-74014-2).
- (it) Come nasce la Repubblica. La mafia, il Vaticano e il neofascismo nei documenti americani e italiani 1943-1947, Milan, Bompiani, 2004,  (ISBN 88-452-1108-8).
- (it) La resistibile ascesa di Silvio B. Dieci anni alle prese con la corte dei miracoli, Milan, Baldini Castoldi Dalai, 2004,  (ISBN 88-8490-565-6).
- (it) Ma esiste il quarto potere in Italia? Stampa e potere politico nella storia dell'Italia unita, Milan, Baldini Castoldi Dalai, 2005.
- (it) La stampa del regime 1932-1943. Le veline del Minculpop per orientare l'informazione, Milan, Bompiani, 2005,  (ISBN 88-452-3389-8).
- (it) N. Tranfaglia et Diego Novelli, Vite sospese. Le generazioni del terrorismo, Milan, BCDalai, coll. « Collana I saggi », 2007 (ISBN 978-88-607-3232-3).
- (it) Perché la mafia ha vinto. Classi dirigenti e lotta alla mafia nell'Italia unita (1861-2008), Novare, UTET, 2008 (ISBN 978-88-020-7927-1).
- (it) Vent'anni con Berlusconi (1993-2013). L'estinzione della sinistra, Milan, Garzanti, coll. « Collana Saggi », 2009 (ISBN 978-88-116-0089-3).
- (it) Vita di Alberto Pirelli (1882-1971). La politica attraverso l'economia, Turin, Einaudi, coll. « Collana Storia », 2010 (ISBN 978-88-062-0120-3).
- (it) Populismo autoritario. Autobiografia di una nazione, Milan, Dalai, coll. « Collana I saggi », 2010 (ISBN 978-88-607-3257-6).
- (it) Anatomia dell'Italia repubblicana 1943-2009, Bagni a Ripoli (Florence), Passigli, coll. « Collana Il filo rosso », 2010 (ISBN 978-88-368-1209-7).
- (it) Carlo Rosselli e il sogno di una democrazia sociale moderna, Milan, BCDalai, coll. « Collana I saggi », 2010 (ISBN 978-88-607-3642-0).
- (it) La Santissima Trinità. Mafia, Vaticano e Servizi Segreti all'assalto dell'Italia 1943–1947, Milan, Bompiani, 2011,  (ISBN 978-88-452-6797-0).
- (it)  N. Tranfaglia-Anna Petrozzi, La colpa. Come e perché siamo arrivati alla notte della Repubblica, Collana I saggi, Milan, Dalai, 2011,  (ISBN 978-88-607-3643-7).
- (it) La mafia come metodo, Milan, Mondadori università, 2012 (avec Teresa de Palma).
- (it)  N. Tranfaglia-Teresa De Palma, Il giudice dimenticato. La storia e i misteri dell'assassinio di Bruno Caccia, Turin, Gruppo Abele, 2013.
- (it) Breve Storia dell'Italia Unita (1848-2013). Mondadori ed., 2014.
- (it) Populismo. Un carattere originale nella storia d'Italia, Rome, Castelvecchi, 2014.
- (it) Il fascismo e le guerre mondiali (1914-1945), Santarcangelo di Romagna, Rusconi, 2019 (ISBN 978-88-180-3343-4).
- (it) Storia politica della Corte Costituzionale, Massari, 2020 (ISBN 978-88-457-0331-7).

### Direction d'ouvrages
- (it) Storia della stampa italiana, a cura di N. Tranfaglia avec Valerio Castronovo, 7 volumes., Rome-Bari, Laterza, 1976-2002.
- (it) Storia d'Europa, 4 volumi, a cura di N. Tranfaglia, Bruno Bongiovanni e Gian Carlo Jocteau, Florence, La Nuova Italia, 1980.
- (it) Dizionario storico dell'Italia unita, Rome-Bari, Laterza, 1996 (ISBN 978-88-420-5081-0).
- (it) Le classi dirigenti nella storia d'Italia, Rome-Bari, Laterza, 2006 (ISBN 978-88-420-7855-5).
- (it) a cura di N. Tranfaglia et Brunello Mantelli, Il libro dei deportati, Milan, Mursia, 2010 (ISBN 978-88-425-3742-7).

#### Traduction française
- Pourquoi la Mafia a gagné. Paris, Tallandier, 2010.

## Crédit d'auteurs
- (it) Cet article est partiellement ou en totalité issu de l’article de Wikipédia en italien intitulé « Nicola Tranfaglia » (voir la liste des auteurs).